# Salix helix
Salix helix är en videväxtart som beskrevs av Carl von Linné. Salix helix ingår i släktet viden, och familjen videväxter. Inga underarter finns listade i Catalogue of Life.